# Pomnik Henryka Sienkiewicza w Toruniu
Pomnik Henryka Sienkiewicza w Toruniu – pomnik upamiętniający polskiego pisarza Henryka Sienkiewicza, znajdujący się przed budynkiem Centrum Dialogu im. Jana Pawła II i Biblioteki Diecezjalnej w Toruniu. Pomnik jest kopią pomnika z 2006 roku znajdującego się w Vevey w Szwajcarii (gdzie Sienkiewicz żył podczas I wojny światowej). Kopię w Toruniu odsłonięto w październiku 2012 roku. Pomnik odlany w brązie przedstawia postać siedzącego Henryka Sienkiewicza umieszczoną na niewielkim granitowym cokole z podpisem: Kościół jest stróżem przeszłości, piastunem teraźniejszości i siewcą przyszłości.